# Jan Michalski (historyk)
Jan Michalski (ur. w 1961) – polski historyk sztuki, krytyk sztuki, wydawca, wykładowca.

## Życiorys
Jest autorem licznych publikacji z dziedziny historii oraz krytyki sztuki, oraz wydawcą publikacji artystycznych. Pracuje w krakowskiej Galerii Zderzak.
Prowadzi wykłady na temat rynku sztuki oraz krytyki artystycznej na Uniwersytecie Jagiellońskim, oraz w Krakowskiej Akademii im. Andrzeja Frycza Modrzewskiego. Jest też stałym współpracownikiem i publicystą Miesięcznika "Znak".

## Odznaczenia i nagrody
- Nagroda Krytyki Artystycznej im. Jerzego Stajudy (1995)